# Бои за Барнаул (1918)
Бои за Барнау́л — серия вооруженных столкновений между красногвардейцами Барнаула и белогвардейцами 13 — 15 июня 1918 года во время Гражданской войны. В результате боев город был взят белыми.

## Предыстория сражения
После Октябрьской революции 1917 года советская власть в Сибири просуществовала недолго. Белогвардейцы, объединив силы с чехословацкими легионерами, выступили вдоль всей Транссибирской железнодорожной магистрали. Одним из центров выступления стал Ново-Николаевск, где переворот произошёл в ночь с 25 на 26 мая 1918 года. А на следующий день после свержения советской власти стали сколачиваться антибольшевистские добровольческие отряды из бывших солдат-фронтовиков, офицеров и студентов, интеллигенции.
Для обеспечения прикрытия со стороны Барнаула один из руководителей чехов — капитан Р. Гайда выслал на Алтайскую железную дорогу эшелон. Солдаты, отогнав большевиков от Ново-Николаевска, медленно продвигались на юг, попутно восстанавливая ранее разобранный железнодорожный путь. В отечественной историографии есть несколько версий дальнейших событий: советские источники говорят о том, что чехи дошли до станции Алтайской, откуда были выбиты красногвардейцами; по документам самих легионеров, эшелон добрался лишь до станций Усть-Тальменская и Повалиха, после чего был отозван назад.
Барнаульские красногвардейцы, узнав о мятежном корпусе, выехали по направлению к Ново-Николаевску. При этом вся железнодорожная линия была объявлена на военном положении. Главным комендантским пунктом было решено оставить станцию Алтайская. Предполагалось, что основная линия обороны будет проходить в районе станции Черепаново, поэтому борьбу на этом участке было решено назвать Черепановским фронтом.
1 июня уполномоченными Временного Сибирского правительства был подписан приказ о мобилизации: все офицеры и военные чиновники обязаны были вступить в ряды Сибирской армии, прочие граждане приглашались добровольцами. Среди первых задач вооруженных сил белых был захват Алтайской железной дороги.
4 июня из Ново-Николаевска выступили чехословацко-белогвардейские подразделения: две роты чехословаков под началом подпоручика Чесновского, рота Новониколаевского полка во главе с поручиком В. С. Сергеевым и Томский офицерский отряд капитана Н. Д. Травина. Общее руководство было возложено на чешского поручика К. Гусарека.
5 июня со станции Черепаново вышел эшелон барнаульских красногвардейцев, а также отряд красногвардейцев из Бийска под командованием Захара Двойных, который на подступах к станции Евсино встретился с эшелоном противника. На вооружении бийчан имелись две пушки екатерининских. Между красными и белыми завязалась перестрелка, в ходе которой барнаульцам пришлось отступить, попутно разрушая мосты и железнодорожный путь.
8 июня белые предприняли попытку форсировать Чумыш, но под огнём красногвардейцев вынуждены были отступить. Тогда нападавшие решили зайти с тыла, спустились вниз по течению реки и ночью переправились на левый берег в районе деревни Кашкарагаихи. Белые намеревались разрушить в тылу у красных железнодорожный путь, после чего одновременно ударить с двух сторон.
9 июня красногвардейцы получили сведения, что у них в тылу враг занял железнодорожную казарму, что находилась примерно в 7 километрах к югу (ныне — станция Среднесибирская). С наступлением темноты отряды бийчан и барнаульских железнодорожников незаметно снялись с позиций и двинулись пешим порядком в тыл, чтобы атаковать обходную колонну противника и восстановить связь со штабом фронта. Красные быстро заняли казарму, белогвардейцы отступили, оставив на поле сражения убитых и раненых. Однако вскоре белые предприняли контратаку и отогнали барнаульцев от казарм, вынудив их отступить до разъезда Озёрки и далее до станции Алтайская.
10 июня из Барнаула на станцию Алтайская прибыли члены барнаульского ВРК. Они созвали митинг, на котором объявили о необходимости удержать станцию — важный железнодорожный узел, который преграждал неприятелю путь к Барнаулу и Бийску. После чего красногвардейцы при помощи местных жителей отрыли окопы и заняли новый оборонительный рубеж на подступах к станции, по обеим сторонам моста через реку Чесноковку. Однако боя на станции так и не произошло.
Утром 11 июня из Барнаула было получено известие о том, что ночью в городе вспыхнуло восстание белогвардейского подполья. Требовалось сниматься с позиций и отправляться назад для подавления мятежа. Белогвардейцы действовали по согласованности с Новониколаевском и выступление в Барнауле началось в наиболее благоприятный момент, когда основные силы красных были брошены на фронт. Лишь вернув свои вооруженные отряды назад в город, восстание удалось подавить. В это же время чехословацко-белогвардейские подразделения заняли станцию Повалиха. Там им достался брошенный эшелон красных и подробная карта окрестностей Барнаула. Там же они узнали, что из Ново-Николаевска по Оби движется на пароходах подкрепление — более 200 бойцов под командованием полковника А. А. Будкевича.
12 июня белые без боя заняли станцию Алтайскую и расположили здесь свой штаб.

## Ход сражения
Мост через Обь, соединявший Барнаул и станцию, был занят коммунистами. На последнем пролёте они сняли рельсы и установили там два гружённых балластом вагона. На другом конце переправы была сооружена баррикада и установлен пулемёт. Высокий левый берег реки являлся надежной естественной преградой, которую укрепили окопами. Белогвардейцы воздержались от прямого штурма моста и начали обстреливать позиции коммунистов с помощью тяжелых орудий.

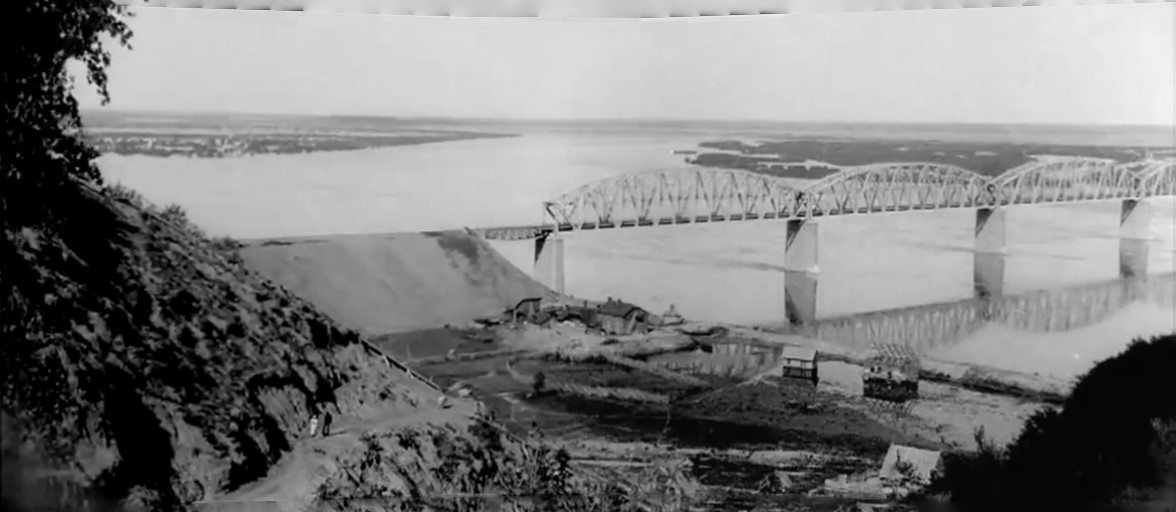
Железнодорожный мост в Барнауле. Склейка из кинохроники 1919 года

Поручик К. Гусарек, руководивший чехами, решил провести обходной манёвр и переправиться через Обь в другом месте. В ночь на 14 июня рота солдат перебралась через реку около деревни Гоньба в 20 км к северо-западу от Барнаула и соединилась с силами полковника Будкевича и барнаульскими повстанцами, которые стояли к тому времени у села Власиха. Таким образом, город был окружён плотным полукольцом сил — на севере находилось отделение капитана Ерохина, на юге — новониколаевский отряд поручика Лукина. Кроме того, к новониколаевцам присоединился отряд томских добровольцев во главе с капитаном Степановым, которым удалось форсировать реку в районе Бобровского затона.
Вечером 14 июня началось наступление на город одновременно со всех направлений. Под прикрытием артиллерийского обстрела белые постепенно сжимали полукольцо. У оборонявшихся коммунистов заканчивались боеприпасы, поэтому руководители губревкома М. К. Цаплин и И. В. Присягин приняли решение оставить Барнаул и пробиваться по железной дороге к станции Алейская. Поэтому с наибольшим ожесточением коммунисты обороняли подступы к вокзалу: железная дорога оставалась единственной надеждой на спасение. Наступление на этом участке велось отделением капитана Николаева и 8-й чехословацкой ротой, а также отрядом барнаульских белогвардейцев во главе с Ракиным. Капитану Николаеву пришлось дважды отражать мощные контратаки интернационалистов, но в конце концов белые вынуждены были оставить позиции и начали отходить к деревне Гоньба, оттягивая на себя часть красногвардейских сил, чтобы дать возможность южной группе ворваться в город.
Между тем коммунисты спешным порядком подготовили несколько эшелонов для эвакуации. Из числа городской буржуазии было взято 40 человек заложников — на случай, если путь к отступлению окажется отрезан. И вот утром 15 июня последний эшелон покинул город. Его отход прикрывала небольшая группа мадьяр,

## Итоги

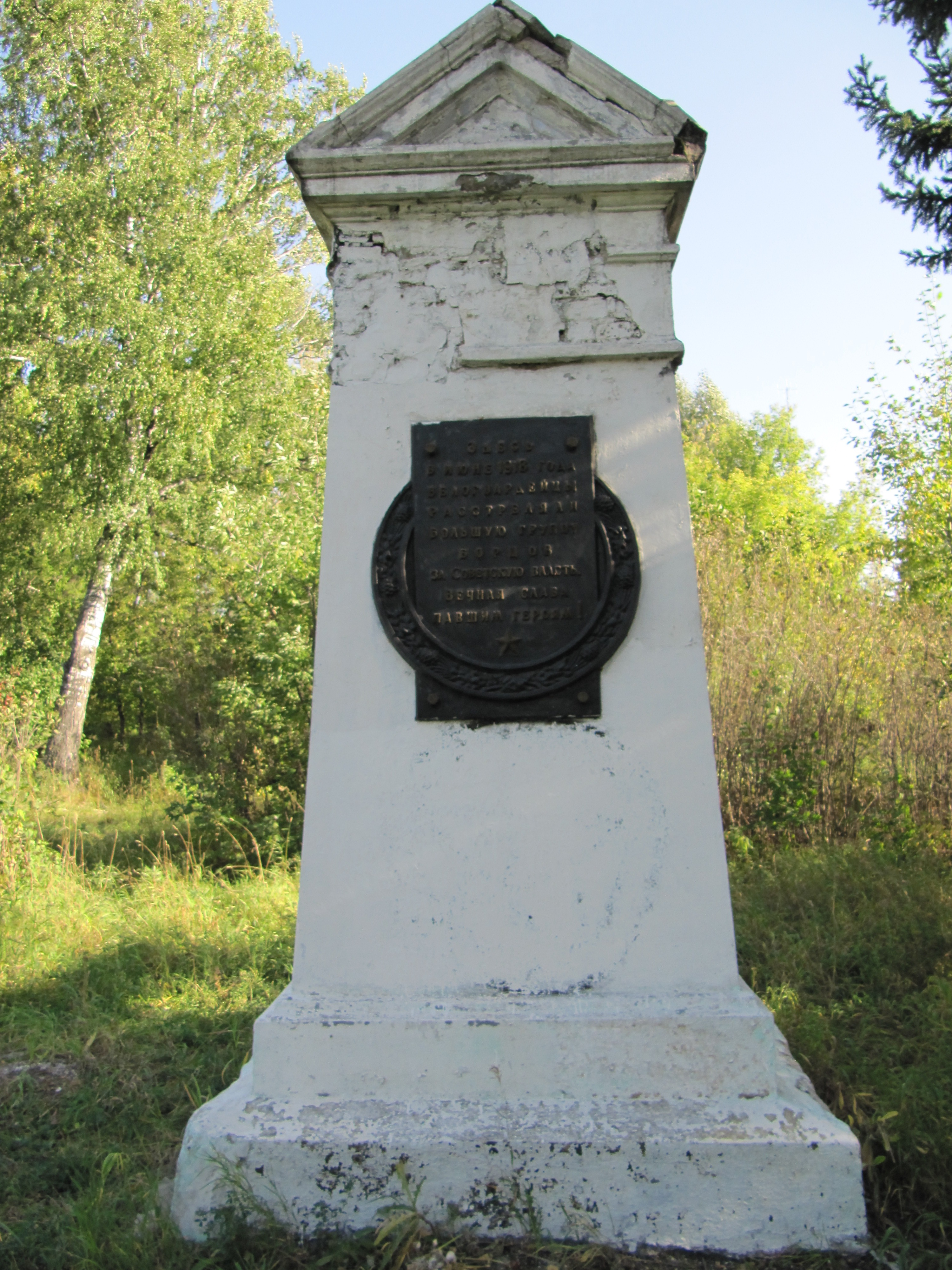
Памятник в Нагорном парке Барнаула на месте казни в июне 1918 г. чехословаками большевиков и депутатов городского Совета

В городе была установлена власть Временного Сибирского правительства. 16 июня в город прибыл командующий Сибирской армией полковник А. Н. Гришин-Алмазов.
Отступившие из Барнаула красногвардейцы у станции Алейская объединились в один отряд, который под командованием П. Ф. Сухова и Д. Г. Сулима два месяца пытался пробиться на соединение с Красной армией, пока не был уничтожен в Горном Алтае правительственной Алтайской экспедицией В. И. Волкова, специально отправленной для ликвидации этого отряда красногвардейцев. Большевистские руководители Кауфман А. А., Денисов С. К. , Дрокин Е. П., М. К. Цаплин, И. В. Присягин, М. А. Фомин, Казаков, Карев, Сычев попали в плен и были казнены.